# Masyadah
Masyadah (tiếng Ả Rập: مصيدة) là một ngôi làng Syria nằm ở huyện Talkalakh, Homs. Theo Cục Thống kê Trung ương Syria (CBS), Masyadah có dân số 792 người trong cuộc điều tra dân số năm 2004.